# Армунджа
Арму̀нджа (на италиански: Armungia; на сардински: Armunja, Армуня) е село и община в Южна Италия, провинция Южна Сардиния, автономен регион и остров Сардиния. Разположено е на 366 m надморска височина. Населението на общината е 498 души (към 2010 г.).